# Mr. Methane
Mr. Methane (né Paul Oldfield en 1966 à Macclesfield, Angleterre) est un pétomane (péteur professionnel) britannique. Ancien conducteur de train, il a commencé sa carrière en 1991. Il serait, selon ses dires, le seul péteur professionnel au monde à vivre de son art.
En 1994, invité par Antoine de Caunes, il se produit sur le plateau de Nulle part ailleurs et interprète Le Beau Danube bleu
En 2009, Oldfield participe aux auditions de Britain's Got Talent. Il est éliminé par les trois juges, dont l'une est prise de fou rire. La même année, il participe à l'émission télévisée Das Supertalent en Allemagne, mais est éliminé en demi-finale. 
En 2016, il participe à l'émission télévisée La France a un incroyable talent. Il est éliminé dès les auditions avec un oui (Éric Antoine) et trois non.